# Championnat d'Irlande de football 1939-1940
Navigation
Édition précédente Édition suivante
Le Championnat d'Irlande de football en 1939-1940. Le championnat est remporté par le Saint James's Gate FC. C'est le deuxième et dernier titre du club.
Le championnat comprend 12 clubs.

## Les 12 clubs participants
- Bohemian Football Club
- Bray Unknowns Football Club
- Brideville Football Club
- Cork United Football Club
- Drumcondra Football Club
- Dundalk Football Club
- Limerick Football Club
- Saint James's Gate Football Club
- Shamrock Rovers Football Club
- Shelbourne Football Club
- Sligo Rovers Football Club
- Waterford United Football Club

## Classement
| Place | Club                  | Points | Victoires | Nuls | Défaites | Buts pour | Buts contre | Différence |
| ----- | --------------------- | ------ | --------- | ---- | -------- | --------- | ----------- | ---------- |
| 1er   | Saint James's Gate FC | 36     | 17        | 2    | 3        | 63        | 27          | +36        |
| 2e    | Shamrock Rovers       | 30     | 13        | 4    | 5        | 51        | 39          | +12        |
| 3e    | Sligo Rovers          | 28     | 12        | 4    | 6        | 60        | 44          | +16        |
| 4e    | Dundalk FC            | 25     | 11        | 3    | 8        | 45        | 36          | +9         |
| 5e    | Cork United           | 25     | 11        | 3    | 8        | 40        | 34          | +6         |
| 6e    | Drumcondra            | 25     | 10        | 5    | 7        | 49        | 45          | +4         |
| 7e    | Shelbourne FC         | 20     | 6         | 8    | 8        | 41        | 39          | +2         |
| 8e    | Bohemians FC          | 18     | 7         | 4    | 11       | 36        | 46          | -10        |
| 9e    | Bray Unknowns         | 17     | 8         | 1    | 13       | 49        | 52          | -3         |
| 10e   | Brideville            | 17     | 6         | 5    | 11       | 39        | 49          | -10        |
| 11e   | Waterford United      | 16     | 6         | 4    | 12       | 44        | 54          | -10        |
| 12e   | Limerick FC           | 7      | 1         | 5    | 16       | 23        | 75          | -52        |

## Source
- (en) Alex Graham, Football in the Republic of Ireland : a Statistical Record 1921–2005, Soccer Books Ltd, novembre 2005, 142 p. (ISBN 978-1862231351).